# Lepagia
Lepagia — вимерлий рід маловідомих хижих цинодонтів, які мешкали у верхньому тріасі в Європі. Частково через невелику кількість останків (відомо лише по зубах) точна спорідненість цього роду невідома. Здається, досить тісно пов'язаний з Probainognathus, дещо більш раннім мешканцем Південної Америки. Рід Lepagia був названий Hahn, Wild і Wouters у 1987 році на основі одного виду.
Викопні рештки виду Lepagia gaumensis були знайдені в шарах норійського (пізнього) - ретського (раннього) (верхнього тріасу) періодів у Хабе-ла-В'єль, Галлау, Сен-Ніколя-де-Пор у Бельгії, Швейцарії та Франції.
Голотип знаходиться в Institut royal des Sciences naturallles de Belgique (Королівський інститут природничих наук Бельгії) у Брюсселі. Довжина цих зубів становить 2-3 мм. Ікла мають довгі і вузькі коронки з трьома-п'ятьма горбками, центральний з яких домінує і спрямований прямо вгору. Корінь нечітко прямокутної форми, нижня частина звужена. Немає помітних граней зносу, але поділ коронки та кореня чіткий.